# Trespasses
Trespasses är en brittisk dramaserie som har premiär på Channel 4 under 2025. Den första säsongen är regisserad av Dawn Shadforth efter ett manus baserat på en roman av Louise Kennedy med samma namn.

## Handling
En katolsk lärare och en protestantisk advokat som försvarar IRA-medlemmar inleder en relation under 1970-talets nordirländska spänningar.

## Rollista (i urval)
- Gillian Anderson
- Lola Petticrew
- Tom Cullen
- Martin McCann
- Gerard McCarthy